# 10149 Каваня
10149 Каваня (10149 Cavagna) — астероїд головного поясу, відкритий 3 серпня 1994 року.
Тіссеранів параметр щодо Юпітера — 3,673.